# Registo (música)
Em música, “registo (português europeu) ou registro (português brasileiro)” pode ter vários significados:
- É o nome dado a cada uma das partes da extensão de determinado instrumento ou peça musical (por ex.: registo grave, registo agudo, etc.).[1]
- É também o nome dado a cada uma das partes da extensão vocálica, acompanhadas por uma mudança de timbre específica: registo grave (voz “de peito”), registo agudo (voz “da cabeça”) e falsete.
- É o nome dado a todas as configurações dum instrumento para que se obtenha um timbre específico (por ex.: os registos do cravo, os registos do órgão, os registos do sintetizador, etc.).